# Municipio de Richland (condado de Sac)
El municipio de Richland (en inglés: Richland Township) es un municipio ubicado en el condado de Sac en el estado estadounidense de Iowa. En el año 2010 tenía una población de 1197 habitantes y una densidad poblacional de 12,7 personas por km².

## Geografía
El municipio de Richland se encuentra ubicado en las coordenadas 42°20′30″N 95°15′52″O / 42.34167, -95.26444. Según la Oficina del Censo de los Estados Unidos, el municipio tiene una superficie total de 94.23 km², de la cual 94,23 km² corresponden a tierra firme y (0 %) 0 km² es agua.

## Demografía
Según el censo de 2010, había 1197 personas residiendo en el municipio de Richland. La densidad de población era de 12,7 hab./km². De los 1197 habitantes, el municipio de Richland estaba compuesto por el 98,75 % blancos, el 0,17 % eran afroamericanos, el 0,17 % eran amerindios, el 0,08 % eran asiáticos, el 0,67 % eran de otras razas y el 0,17 % eran de una mezcla de razas. Del total de la población el 1,59 % eran hispanos o latinos de cualquier raza.